# Perry Mason e il pappagallo spergiuro
Perry Mason e il pappagallo spergiuro (The Case of the Perjuerd Parrot) è un romanzo scritto da Erle Stanley Gardner nel 1939, prima edizione italiana Il Giallo Mondadori n.66 del luglio 1949. Protagonista il celebre personaggio, l'avvocato Perry Mason.

## Trama
Un milionario viene trovato assassinato e sul luogo del delitto un pappagallo continua a ripetere a Helen di non sparare. Ma ci sono due Helen, la moglie e una bibliotecaria che afferma di essere l'amante. Solo Perry Mason saprà trovare il colpevole.

## Edizioni
- Erle Stanley Gardner, Perry Mason e il pappagallo spergiuro, traduzione di Alberto Tedeschi, collana Il Giallo Mondadori, Mondadori, 2004,  p. 165, ISBN 88-04-54617-4.